# Biskop Thomas frihetsvisa
Biskop Thomas frihetsvisa, även Biskop Thomas frihetssång, är de sista stroferna i Frihetsvisan eller Engelbrektsvisan. Texten är troligen från 1439 av biskop Thomas Simonsson i Strängnäs. Visan ingår i ett krönikespel om Engelbrekt Engelbrektsson och Karl Knutsson inför kungavalet 1440. Frihetsvisan hyllar Engelbrekt och dennes nationella frihetskamp mot det danska förtrycket under Kalmarunionen, samt i den senare delen – känd som Biskop Thomas frihetsvisa – den nationella friheten och självbestämmanderätten. Visan som är en politisk agitationsdikt står genom sina litterära kvalitéer i en särklass bland politiska visor från nordisk medeltid.
Frihetsvisan finns i över 900 tonsättningar[källa behövs] av bland andra Hugo Alfvén, Hugo Hammarström, Josef Jonsson, Edvin Kallstenius, Oskar Lindberg, Olallo Morales, Gustaf Nordqvist, Wilhelm Peterson-Berger, Ture Rangström och Alice Tegnér. Noterbart är att även Carl Nielsen tonsatte visan.
| ”                                               | Frihet är det bästa ting som sökas kan all världen kring | „ |
| – Biskop Thomas frihetsvisa. i Projekt Runeberg |                                                          |   |